# Landah
Landah is een bestuurslaag in het regentschap Centraal-Lombok van de provincie West-Nusa Tenggara, Indonesië. Landah telt 4557 inwoners (volkstelling 2010).